# 今井麻夏
今井 麻夏（いまい あさか、1987年6月23日 - ）は、日本の女性声優。フリー。神奈川県出身

## 略歴
新人声優の育成をテーマの1つに掲げたラジオ『智一・美樹のラジオビッグバン』の第5期ビッグバングランプリプロジェクト（BGP）のメンバーとしてオーディションで選ばれ、2005年11月より7代目アシスタントの1人として活動する。翌年3月には第5期BGPのメンバーによるユニット『Kisty』でCDデビューしたが、番組内で定められた条件を達成できなかったため、ユニット活動は7月に活動休止が宣言された。
2006年9月にアシスタントを卒業して、2007年以降は吹き替えを中心に声優活動を行う。
2014年に『Tokyo 7th シスターズ』の久遠寺シズカ役に、2015年に『アイドルマスター シンデレラガールズ』の佐々木千枝役に選ばれて以降、両コンテンツでのキャラクターソングの歌唱や、ライブパフォーマンスも行っている。
2021年3月をもってアイムエンタープライズを退所した。4月7日、問い合わせフォームを設置したホームページとInstagramアカウントを開設（春瀬なつみが作成）。

## 人物
ストイックな人物であり、特にダンスパフォーマンスや理想の体型づくりにこのことが表れている。
ダンスパフォーマンスの高さには定評があり、Tokyo 7th シスターズやシンデレラガールズのライブでの共演者からも度々言及される。
理想の体型づくりのために日頃から筋力トレーニングを行っている。
プレミアリーグを中心とした海外サッカー観戦を趣味に挙げており、特定のチームに限らず応援する。2022年にはヨコハマ・フットボール映画祭で、憧れのサッカー実況アナウンサー倉敷保雄、西岡明彦と共演を果たす。。
シンデレラガールズで共演する照井春佳はBGPの後輩にあたり、照井が事務所に入る前から面識があった。2019年5月に『アイドルマスター シンデレラガールズ U149 放課後スタジオ』で共演した際、暗に収録時点での当記事の記述に触れ、歴代BGPでの食事会の際に交流があったと話している。当時は互いにニックネームが無かったため名前で呼び合っていた。放課後スタジオでの共演時に、以降「あしゃか」「ぱるにゃす」と呼ぶとしている。
趣味はダンス・スノーボード、特技はイラストを描くこと・スキー・腹筋

## 出演
太字はメインキャラクター。

### テレビアニメ
2012年
- 輪廻のラグランジェ（高千穂れんか）
- 好きっていいなよ。（女子生徒）

2013年
- 黒魔女さんが通る!!（桜都愛花）
- D.C.III 〜ダ・カーポIII〜
- リトルバスターズ!（生徒B）

2015年
- 冴えない彼女の育てかた（女子生徒B）
- アイドルマスター シンデレラガールズ（佐々木千枝）

2016年
- ジョジョの奇妙な冒険 ダイヤモンドは砕けない（女子生徒A）
- DAYS（トモ）
- 不機嫌なモノノケ庵（女生徒B）

2017年
- アイドルマスター シンデレラガールズ劇場（2017年 - 2019年、佐々木千枝、女生徒B） - 2シリーズ

2018年
- はるかなレシーブ（主審2）

2023年
- アイドルマスター シンデレラガールズ U149（佐々木千枝）

### 劇場アニメ
- 劇場版 のんのんびより ばけーしょん（2018年、インストラクター）
- Tokyo 7th シスターズ -僕らは青空になる-（2021年、久遠寺シズカ[28]）
- 機甲英雄 劇場版 我與我等於無限大（2023年、希艾拉[29]、鏡像 希艾拉）

### Webアニメ
- アイドルマスター シンデレラガールズ劇場 火曜シンデレラシアター / Extra Stage（2018年 - 2020年、佐々木千枝[26]） - 2シリーズ

### ゲーム
2008年
- ユア・メモリーズオフ〜Girl's Style〜

2014年
- Tokyo 7th シスターズ（久遠寺シズカ）
- 零 濡鴉ノ巫女（氷見野冬陽）

2015年
- アイドルマスター シンデレラガールズ（2015年 - 2023年、佐々木千枝） - 2作品
- 影牢 〜トラップ ガールズ〜（メリンダ・ベアトラップ、ミルファ・メガロック、セレスティア・ホットプレート、レイラ・マジックバブル）

2016年
- 御城プロジェクト:RE（仁木館、伊賀上野城、引田城、白鳳城、6軍艦 三笠）

2017年
- セブンズストーリー（セプティム、リース、エルル）
- 大逆転裁判2

2018年
- 刀使ノ巫女 刻みし一閃の燈火（玉城真梨江）
- アビス・ホライズン（メイソン、グローリアス）

2020年
- クイズRPG 魔法使いと黒猫のウィズ（ドレジア・アンラ）
- ビビッドアーミー（メリル）

### ドラマCD
- アイドルマスター シンデレラガールズ 「Treasure of Exploration」（2015年、佐々木千枝[49]）※テレビアニメ BD / DVD 第6巻 完全生産限定版特典ドラマCD
- アイドルマスター シンデレラガールズ U149（2018年、佐々木千枝）※第2・3巻特別版オリジナルCD

### 吹き替え

#### 担当女優
ペイトン・リスト
- ジェシー!（2012年、エマ・ロス）
  - キャンプ・キキワカ（2017年）

- ザ・スイッチ（2017年、エリー・オブライエン）

#### 映画
- アンナと王様[4]（2007年）
- ドリームズ・カム・トゥルー[4]（2007年）
- ポゼッション（2013年、ハンナ〈マディソン・ダヴェンポート〉[51]）
- 謀りの後宮（2014年、孟芙〈アニー・リウ〉[52]）
- 人魚姫[53]（2017年）
- 新感染 ファイナル・エクスプレス（2017年）
- 暗黒街[54]（2017年）
- 西遊記 女人国の戦い（2019年）[55]
- イップ・マン外伝 マスターZ（2019年、ナナ〈クリッシー・チャウ〉[4]、フォン[56]）
- 無敵のドラゴン（2020年、ウォン〈アニー・リウ〉[57]）
- ジェイド・ダイナスティ 破壊王、降臨。（2020年、霊児〈タン・イーシン〉[58]）
- ホワイト・ストーム（2020年、ジェンメイ〈クリッシー・チャウ〉[59]）
- 鬼手（2021年、スヨン〈シン・スヨン〉[60]）
- インビジブル・スパイ（2021年、イウ〈ジャン・ペイヤオ〉[61]）
- ズーム/見えない参加者（2021年、ジェマ〈ジェマ・ムーア〉[62]）
- 燃えよデブゴン TOKYO MISSION（2021年、シウフー〈チェイニー・リン〉[63]）
- レスキュー（2021年、ウェンシャン〈ラン・インイン〉[64]）
- パーム・スプリングス（2021年、サラ〈クリスティン・ミリオティ〉[65]）
- ズーム/見えない参加者（英語版）（2021年、ジェマ〈ジェマ・ムーア〉[66]）
- 返校 言葉が消えた日（2021年、イン・ツイハン〈チョイ・シーワン〉[67]）
- K.G.Fシリーズ（英語版）（2023年、リナ・デサイ〈シュリーニディ・シェッティ〉[68]）
  - K.G.F: CHAPTER 1
  - K.G.F: CHAPTER 2

#### ドラマ
- 名探偵モンク4[4]（2007年）
- 名探偵モンク6（2009年）
- WITHOUT A TRACE/FBI 失踪者を追え![4]（2009年）
- スイート・ライフ オン・クルーズ（2011年、マヤ・ベネット〈ゾーイ・ドゥイッチ〉[4]）
- 後宮の涙[69][53]（2013年、沈碧〈タン・イーシン〉、邱臘梅〈リー・ウェンウェン〉）
- レッド・オークス シーズン2（2017年、タビサ）
- 師任堂、色の日記[53]（2017年）
- イタズラなKiss〜Miss In Kiss[53]
- 三国志〜趙雲伝〜（2017年、貂蝉〈グーリーナーザー〉[70]）

#### アニメ
- ビリー&マンディ[4]（2007年）

### ナレーション
- ドキュメンタリー 〜The REAL〜 【FIFA U-20 ワールドカップ 2019 特集】 追憶のルブリン 〜キャプテンの葛藤と責任〜[71]（2019年、J SPORTS）

### ラジオドラマ
- 糸車（2019年[72]、お高[73]）
- クレシェンド 序章 花祭りの夜（2019年[74]、シュウ[75]）
- クレシェンド 第二章 新しき日々（2019年[76]、少年シュウ[77]）
- クレシェンド 第三章 春の嵐（2019年[78]、サラ[79]）
- クレシェンド 第四章 旅立ち（2019年[80]、少年シュウ、サラ[81]）
- クレシェンド 最終章 光と影（2020年[82]、広場の少年、サラ[83]）

### ラジオ
- 智一・美樹のラジオビッグバン[84]（2005年 - 2006年、7代目アシスタント（第5期BGP））
- KistyのKisty Time[85]（2006年）

### 舞台
- 劇団大富豪第3回公演 「こまち堂漂流記」[86][87]（2007年6月8日 - 10日、アドリブ小劇場）
- 劇団大富豪新人公演 「Doberman Road〜俺達に必要なモノ…それは勇気だ!〜」[86][88]（2010年11月19日 - 21日、スタジオあくとれ）

### イベント
- ヨコハマ・フットボール映画祭2020 （2020年1月26日、横浜市開港記念会館）
- ヨコハマ・フットボール映画祭2022 （2022年6月5日、神奈川区民文化センター かなっくホール）

### その他コンテンツ
- わんわんスクール 〜オートンと愉快な仲間たち〜（2011年、BS朝日、オフェリア）
- 声優たびノート「静岡 富士サファリパーク編」（2020年、ニコニコ動画・YouTube）[89]
- CeVIO AI フィーちゃん  トークボイス （2021年、U-Stella・テクノスピーチ）

## ディスコグラフィ

### キャラクターソング
| 発売日   | 商品名                                                                                            | 歌 | 楽曲                                                               | 備考                                                                       |
| 2014年   | 2014年                                                                                            | 2014年 | 2014年                                                             | 2014年                                                                     |
| -------- | ------------------------------------------------------------------------------------------------- | --- | ------------------------------------------------------------------ | -------------------------------------------------------------------------- |
| 12月28日 | t7s Longing for summer                                                                            | SiSH | 「AOZORA TRAIN」                                                   | ゲーム『Tokyo 7th シスターズ』関連曲                                       |
| 2015年   |                                                                                                   | |                                                                    |                                                                            |
| 5月20日  | H-A-J-I-M-A-L-B-U-M-!!                                                                            | 777☆SISTERS | 「H-A-J-I-M-A-R-I-U-T-A-!!」 「Cocoro Magical」 「KILL☆ER☆TUNE☆R」 | ゲーム『Tokyo 7th シスターズ』関連曲                                       |
| 5月20日  | H-A-J-I-M-A-L-B-U-M-!!                                                                            | SiSH | 「お願い☆My Boy」                                                  | ゲーム『Tokyo 7th シスターズ』関連曲                                       |
| 7月29日  | 僕らは青空になる / FUNBARE☆RUNNER                                                                 | 777☆SISTERS | 「僕らは青空になる」 「FUNBARE☆RUNNER」                            | ゲーム『Tokyo 7th シスターズ』関連曲                                       |
| 12月9日  | Snow in "I love you"                                                                              | 777☆SISTERS | 「Snow in "I love you"」                                           | ゲーム『Tokyo 7th シスターズ』関連曲                                       |
| 2016年   |                                                                                                   | |                                                                    |                                                                            |
| 6月22日  | THE IDOLM@STER CINDERELLA GIRLS STARLIGHT MASTER 03 ハイファイ☆デイズ                             | 佐々木千枝（今井麻夏）、櫻井桃華（照井春佳）、市原仁奈（久野美咲）、龍崎薫（春瀬なつみ）、赤城みりあ（黒沢ともよ）                       | 「ハイファイ☆デイズ（M@STER VERSION）」                            | ゲーム『アイドルマスター シンデレラガールズ スターライトステージ』関連曲   |
| 6月29日  | Are You Ready 7th-TYPES??                                                                         | 777☆SISTERS | 「僕らは青空になる」 「FUNBARE☆RUNNER」 「Snow in "I love you"」   | ゲーム『Tokyo 7th シスターズ』関連曲                                       |
| 6月29日  | Are You Ready 7th-TYPES??                                                                         | SiSH | 「さよならレイニーレイディ」                                       | ゲーム『Tokyo 7th シスターズ』関連曲                                       |
| 9月2日   | THE IDOLM@STER CINDERELLA GIRLS 4thLIVE TriCastle Story Starlight Castle 会場オリジナルCD         | 佐々木千枝（今井麻夏） | 「ハイファイ☆デイズ（M@STER VERSION）」                            | ゲーム『アイドルマスター シンデレラガールズ スターライトステージ』関連曲   |
| 2017年   |                                                                                                   | |                                                                    |                                                                            |
| 4月19日  | t7s Longing for summer Again And Again 〜ハルカゼ〜                                               | 777☆SISTERS | 「ハルカゼ〜You were here〜」                                      | ゲーム『Tokyo 7th シスターズ』関連曲                                       |
| 8月13日  | スタートライン / STAY☆GOLD                                                                        | 777☆SISTERS | 「スタートライン」 「STAY☆GOLD」                                   | ゲーム『Tokyo 7th シスターズ』関連曲                                       |
| 12月6日  | THE IDOLM@STER CINDERELLA GIRLS LITTLE STARS! 秋めいて Ding Dong Dang!                            | アナスタシア（上坂すみれ）、佐々木千枝（今井麻夏）、速水奏（飯田友子）、北条加蓮（渕上舞）、新田美波（洲崎綾）                           | 「秋めいて Ding Dong Dang!」                                       | テレビアニメ『アイドルマスター シンデレラガールズ劇場』エンディングテーマ  |
| 2018年   |                                                                                                   | |                                                                    |                                                                            |
| 1月27日  | アイドルマスター シンデレラガールズ U149 第2巻特別版特典CD                                        | 櫻井桃華（照井春佳）、佐々木千枝（今井麻夏）                                                                                             | 「明日また会えるよね」                                             | 漫画『アイドルマスター シンデレラガールズ U149』関連曲                     |
| 3月3日   | -                                                                                                 | 佐々木千枝（今井麻夏） | 「お願い！シンデレラ 」                                            | ゲーム『アイドルマスター シンデレラガールズ スターライトステージ』関連曲   |
| 3月7日   | THE IDOLM@STER CINDERELLA MASTER イリュージョニスタ！                                             | 佐々木千枝（今井麻夏）、櫻井桃華（照井春佳）、市原仁奈（久野美咲）、龍崎薫（春瀬なつみ）、赤城みりあ（黒沢ともよ）                       | 「Yes! Party Time!!（M＠STER VERSION）」                           | ゲーム『アイドルマスター シンデレラガールズ スターライトステージ』関連曲   |
| 5月30日  | アイドルマスター シンデレラガールズ U149 第3巻特別版特典CD                                        | 櫻井桃華（照井春佳）、佐々木千枝（今井麻夏）、橘ありす（佐藤亜美菜）、結城晴（小市眞琴）、龍崎薫（春瀬なつみ）                           | 「ドレミファクトリー！」                                           | 漫画『アイドルマスター シンデレラガールズ U149』関連曲                     |
| 5月30日  | アイドルマスター シンデレラガールズ U149 第3巻特別版特典CD                                        | 佐々木千枝（今井麻夏）、高森藍子（金子有希）                                                                                             | 「絶対特権主張しますっ！」                                         | 漫画『アイドルマスター シンデレラガールズ U149』関連曲                     |
| 7月4日   | THE STRAIGHT LIGHT                                                                                | 777☆SISTERS | 「スタートライン」 「STAY☆GOLD」 「ハルカゼ〜You were here〜」     | ゲーム『Tokyo 7th シスターズ』関連曲                                       |
| 7月4日   | THE STRAIGHT LIGHT                                                                                | SiSH | 「プレシャス・セトラ」                                             | ゲーム『Tokyo 7th シスターズ』関連曲                                       |
| 10月10日 | MELODY IN THE POCKET                                                                              | 777☆SISTERS | 「MELODY IN THE POCKET」                                           | ゲーム『Tokyo 7th シスターズ』関連曲                                       |
| 2019年   |                                                                                                   | |                                                                    |                                                                            |
| 6月19日  | NATSUKAGE -夏陰-                                                                                  | 777☆SISTERS | 「NATSUKAGE -夏陰-」 「夏のビードロ☆シンフォニー」                 | ゲーム『Tokyo 7th シスターズ』関連曲                                       |
| 11月13日 | THE IDOLM@STER CINDERELLA MASTER 3chord for the Pops!                                             | 佐久間まゆ（牧野由依）、久川颯（長江里加）、中野有香（下地紫野）、佐々木千枝（今井麻夏）、堀裕子（鈴木絵理）                             | 「comic cosmic（M@STER VERSION）」                                 | ゲーム『アイドルマスター シンデレラガールズ』関連曲                        |
| 2020年   |                                                                                                   | |                                                                    |                                                                            |
| 4月30日  | アイドルマスター シンデレラガールズ U149 第6巻特別版特典CD                                        | 佐々木千枝（今井麻夏） | 「あこがれステッチ」                                               | 漫画『アイドルマスター シンデレラガールズ U149』関連曲                     |
| 11月25日 | Across the Rainbow                                                                                | 777☆SISTERS | 「Across the Rainbow」 「リボン」                                  | ゲーム『Tokyo 7th シスターズ』関連曲                                       |
| 11月25日 | Across the Rainbow                                                                                | 777☆SISTERS | 「Departures -あしたの歌-」                                        | アニメ『Tokyo 7th シスターズ -僕らは青空になる-』主題歌                    |
| 2021年   |                                                                                                   | |                                                                    |                                                                            |
| 9月22日  | THE IDOLM@STER CINDERELLA GIRLS STARLIGHT MASTER GOLD RUSH! 10 Hungry Bambi                       | 佐々木千枝（今井麻夏）、市原仁奈（久野美咲）、橘ありす（佐藤亜美菜）、龍崎薫（春瀬なつみ）、棟方愛海（藤本彩花）、遊佐こずえ（花谷麻妃） | 「Hungry Bambi（M@STER VERSION）」                                 | ゲーム『アイドルマスター シンデレラガールズ スターライトステージ』関連曲   |
| 9月22日  | THE IDOLM@STER CINDERELLA GIRLS STARLIGHT MASTER GOLD RUSH! 10 Hungry Bambi                       | 佐々木千枝（今井麻夏） | 「Hungry Bambi（M@STER VERSION）」                                 | ゲーム『アイドルマスター シンデレラガールズ スターライトステージ』関連曲   |
| 2023年   |                                                                                                   | |                                                                    |                                                                            |
| 3月1日   | THE IDOLM@STER CINDERELLA GIRLS STARLIGHT MASTER R/LOCK ON! 13 チカラ！イズ！ぱわー!!             | 的場梨沙（集貝はな）、龍崎薫（春瀬なつみ）、遊佐こずえ（花谷麻妃）、佐々木千枝（今井麻夏）                                               | 「ココ☆ナツ」                                                      | ゲーム『アイドルマスター シンデレラガールズ スターライトステージ』関連曲   |
| 4月19日  | THE IDOLM@STER CINDERELLA GIRLS U149 ANIMATION MASTER 01 Shine In The Sky☆                        | U149 | 「Shine In The Sky☆」                                              | テレビアニメ『アイドルマスター シンデレラガールズ U149』オープニングテーマ |
| 4月19日  | THE IDOLM@STER CINDERELLA GIRLS U149 ANIMATION MASTER 01 Shine In The Sky☆                        | 佐々木千枝（今井麻夏） | 「Shine In The Sky☆」                                              | テレビアニメ『アイドルマスター シンデレラガールズ U149』関連曲             |
| 5月10日  | THE IDOLM@STER CINDERELLA GIRLS U149 ANIMATION MASTER 02 よりみちリトルスター                     | U149 | 「よりみちリトルスター」                                           | テレビアニメ『アイドルマスター シンデレラガールズ U149』エンディングテーマ |
| 6月21日  | THE IDOLM@STER CINDERELLA GIRLS U149 ANIMATION MASTER 04 ゼロトゥワン!!                           | U149 | 「ゼロトゥワン!!」                                                 | テレビアニメ『アイドルマスター シンデレラガールズ U149』挿入歌             |
| 6月28日  | THE IDOLM@STER CINDERELLA GIRLS U149 ANIMATION MASTER 05 グッデイ・グッナイ                       | U149 | 「グッデイ・グッナイ」                                             | テレビアニメ『アイドルマスター シンデレラガールズ U149』エンディングテーマ |
| 6月28日  | THE IDOLM@STER CINDERELLA GIRLS U149 ANIMATION MASTER 05 グッデイ・グッナイ                       | 佐々木千枝（今井麻夏）、桐生つかさ（河瀬茉希）                                                                                           | 「Sing the Prologue♪」                                             | テレビアニメ『アイドルマスター シンデレラガールズ U149』挿入歌             |
| 6月28日  | THE IDOLM@STER CINDERELLA GIRLS U149 ANIMATION MASTER 05 グッデイ・グッナイ                       | U149 | 「ドレミファクトリー！」                                           | テレビアニメ『アイドルマスター シンデレラガールズ U149』挿入歌             |
| 7月5日   | THE IDOLM@STER CINDERELLA GIRLS U149 ANIMATION MASTER 06 キラメキ☆                                | U149 | 「キラメキ☆」                                                      | テレビアニメ『アイドルマスター シンデレラガールズ U149』挿入歌             |
| 7月5日   | THE IDOLM@STER CINDERELLA GIRLS U149 ANIMATION MASTER 06 キラメキ☆                                | 佐々木千枝（今井麻夏） | 「キラメキ☆」                                                      | テレビアニメ『アイドルマスター シンデレラガールズ U149』関連曲             |
| 2024年   |                                                                                                   | |                                                                    |                                                                            |
| 2月3日   | THE IDOLM@STER CINDERELLA GIRLS UNIT LIVE TOUR ConnecTrip! 石川公演&山形公演&岩手公演オリジナルCD | 佐々木千枝（今井麻夏） | 「ゼロトゥワン!!」                                                 | テレビアニメ『アイドルマスター シンデレラガールズ U149』関連曲             |
| 4月6日   | THE IDOLM@STER CINDERELLA GIRLS UNIT LIVE TOUR ConnecTrip! 大阪公演&福岡公演&東京公演オリジナルCD | 佐々木千枝（今井麻夏） | 「グッデイ・グッナイ」 「Sing the Prologue♪」                      | テレビアニメ『アイドルマスター シンデレラガールズ U149』関連曲             |

### その他参加楽曲
| 発売日       | 商品名                                    | 歌 | 楽曲                        | 備考                                                |
| ------------ | ----------------------------------------- | --- | --------------------------- | --------------------------------------------------- |
| 2017年2月8日 | THE IDOLM@STER CINDERELLA MASTER EVERMORE | 大橋彩香、福原綾香、原紗友里、藍原ことみ、青木志貴、青木瑠璃子、飯田友子、五十嵐裕美、今井麻夏、上坂すみれ、内田真礼、桜咲千依、大空直美、大坪由佳、金子真由美、金子有希、木村珠莉、黒沢ともよ、佐藤亜美菜、下地紫野、洲崎綾、鈴木絵理、髙野麻美、高森奈津美、立花理香、種﨑敦美、千菅春香、東山奈央、長島光那、原優子、早見沙織、春瀬なつみ、渕上舞、牧野由依、松井恵理子、松嵜麗、三宅麻理恵、村中知、杜野まこ、安野希世乃、山下七海、山本希望、佳村はるか、ルゥティン、和氣あず未 | 「EVERMORE（4thLIVE MIX）」 | ゲーム『アイドルマスター シンデレラガールズ』関連曲 |

## ライブ・イベント

### 合同ライブ
| 出演日               | タイトル                                                                                        | 会場                                        |
| -------------------- | ----------------------------------------------------------------------------------------------- | ------------------------------------------- |
| 2015年5月31日        | t7s 1st Anniversary Live 15'→34' H-A-J-I-M-A-L-I-V-E-!! in Zepp Tokyo                           | Zepp Tokyo（東京都）                        |
| 2016年7月30日        | THE IDOLM@STER CINDERELLA GIRLS MEMORIAL PARADE                                                 | STUDIO COAST（東京都）                      |
| 2016年8月21日        | t7s 2nd Anniversary Live 16'→30'→34' -INTO THE 2ND GEAR- in PACIFICO Yokohama                   | パシフィコ横浜国立大ホール（神奈川県）      |
| 2016年9月4日         | THE IDOLM@STER CINDERELLA GIRLS 4thLIVE TriCastle Story Starlight Castle                        | 神戸ワールド記念ホール（兵庫県）            |
| 2016年10月15日       | THE IDOLM@STER CINDERELLA GIRLS 4thLIVE TriCastle Brand New Castle                              | さいたまスーパーアリーナ（埼玉県）          |
| 2017年1月15日        | t7s Live -INTO THE 2ND GEAR2.5- in Namba-Hatch                                                  | なんばHatch（大阪府）                       |
| 2017年4月22日・23日  | t7s 3rd Anniversary Live 17'→XX' -CHAIN THE BLOSSOM- in Makuhari Messe                          | 幕張イベントホール（千葉県）                |
| 2017年6月9日・10日   | THE IDOLM@STER CINDERELLA GIRLS 5thLIVE TOUR Serendipity Parade!!! 大阪公演                     | 大阪城ホール（大阪府）                      |
| 2017年7月8日・9日    | THE IDOLM@STER CINDERELLA GIRLS 5thLIVE TOUR Serendipity Parade!!! 幕張公演                     | 幕張イベントホール（千葉県）                |
| 2017年8月13日        | THE IDOLM@STER CINDERELLA GIRLS 5thLIVE TOUR Serendipity Parade!!! さいたまスーパーアリーナ公演 | さいたまスーパーアリーナ（埼玉県）          |
| 2018年3月3日・4日    | アイドルマスター シンデレラガールズ劇場 すぷりんぐふぇすてぃばる 2018                           | 舞浜アンフィシアター（千葉県）              |
| 2018年10月20日・21日 | Tokyo 7th シスターズ 4th Anniversary Live -FES!! AND YOUR LIGHT- in Makuhari Messe              | 幕張イベントホール（千葉県）                |
| 2018年11月11日       | THE IDOLM@STER CINDERELLA GIRLS 6thLIVE MERRY-GO-ROUNDOME!!!                                    | メットライフドーム（埼玉県）                |
| 2019年7月13日・14日  | Tokyo 7th シスターズ 5th Anniversary Live -SEASON OF LOVE- in Makuhari Messe                    | 幕張メッセ国際展示場 9-11番ホール（千葉県） |
| 2019年9月3日・4日    | THE IDOLM@STER CINDERELLA GIRLS 7thLIVE TOUR Special 3chord♪ Comical Pops!                      | 幕張メッセ国際展示場 9-11番ホール（千葉県） |
| 2019年10月19日       | バンダイナムコエンターテインメントフェスティバル                                                | 東京ドーム（東京都）                        |
| 2021年7月3日・4日    | Tokyo 7th シスターズ Live - NANASUTA L-I-V-E!! - in PIA ARENA MM                                | ぴあアリーナMM（神奈川県）                  |
| 2021年10月2日・3日   | THE IDOLM@STER CINDERELLA GIRLS 10th ANNIVERSARY M@GICAL WONDERLAND TOUR!!! MerryMaerchen Land  | 西日本総合展示場 新館（福岡県）             |
| 2022年2月26日・27日  | Tokyo 7th シスターズ Live Tokyo-7th FESTIVAL in Ryogoku Kokugikan                               | 両国国技館（東京都）                        |
| 2022年4月2日・3日    | THE IDOLM@STER CINDERELLA GIRLS 10th ANNIVERSARY M@GICAL WONDERLAND!!!                          | ベルーナドーム（埼玉県）                    |
| 2023年2月11日        | THE IDOLM@STER M@STERS OF IDOL WORLD!!!!! 2023                                                  | 東京ドーム（東京都）                        |
| 2023年12月10日       | 異次元フェス アイドルマスター★♥ラブライブ!歌合戦                                                | 東京ドーム（東京都）                        |